# Austroraptus praecox
Austroraptus praecox är en havsspindelart som beskrevs av Calman, W.T. 1915. Austroraptus praecox ingår i släktet Austroraptus och familjen Ammotheidae. Inga underarter finns listade.